# Datisca
Datisca L. è un genere di angiosperme eudicotiledoni,  unico genere della famiglia Datiscaceae Dumort..

## Tassonomia
Il Sistema Cronquist (1981) assegnava la famiglia Datiscaceae all'ordine Violales, includendovi anche i generi Octomeles e Tetrameles; la Classificazione APG colloca invece la famiglia nell'ordine Cucurbitales, e assegna i generi Octomeles e Tetrameles alle Tetramelaceae.
Il genere Datisca, unico riconosciuto della famiglia, comprende due specie:
- Datisca cannabina L.
- Datisca glomerata (C.Presl) Baill.

Una terza specie, D. nepalensis, è attualmente posta in sinonimia con D. cannabina.

## Descrizione
Sono piante actinorrize che ospitano nelle loro radici ceppi di attinomiceti azotofissatori del genere Frankia.
Datisca cannabina - comunemente detta "canapuccia"  per la sua somiglianza con la canapa - può essere alta fino a 2 metri ed è strettamente dioica, presenta cioè esemplari con infiorescenze maschili ed esemplari con infiorescenze femminili. D. glomerata è solo prevalentemente dioica: le piante femmine di tale specie possono infatti avere fiori di entrambi i sessi.

## Distribuzione e habitat
Datisca cannabina è diffusa dalla Turchia e dall'isola di Creta, attraverso il Medio Oriente, sino alla catena himalayana. D. glomerata è nativa invece del Messico, della California e del Nevada.

## Usi
Datisca cannabina trova frequentemente impiego come pianta ornamentale.
Contiene un pigmento giallo un tempo molto usato in tintoria.
Se ne può ricavare un lassativo.
Degradandone i fusti si possono ottenere fibre tessili.